# Incendio agrícola
Los incendios agrícolas  son fuegos de grandes proporciones que afectan áreas de flora como un bosque, selvas, o un cerro. A diferencia de los incendios forestales, los incendios agrícolas tienen más cercanía a las ciudades o asentamientos humanos lo que implica un mayor riesgo para las viviendas y la población situadas en las proximidades.

## Causas de los incendios agrícolas
Igual que los incendios forestales, los incendios agrícolas son causados por la acción del hombre, ya sea por negligencia o descuido ya sea por personas mal intencionadas que dejan fogatas aún en proceso de combustión, cigarrillos encendidos y quemas de algún objeto o planta.
Si bien las causas inmediatas que dan lugar a los incendios forestales pueden ser muy variadas, en todos ellos se dan los mismos presupuestos, esto es, la existencia de grandes masas de vegetación en concurrencia con periodos más o menos prolongados de sequía.
El calor solar provoca deshidratación en las plantas, que recuperan el agua perdida del sustrato. No obstante, cuando la humedad del terreno desciende a un nivel inferior al 30% las plantas son incapaces de obtener agua del suelo, con lo que se van secando poco a poco. Este proceso provoca la emisión a la atmósfera de etileno, un compuesto químico presente en la vegetación y altamente combustible. Tiene lugar entonces un doble fenómeno: tanto las plantas como el aire que las rodea se vuelven fácilmente inflamables, con lo que el riesgo de incendio se multiplica. Y si a estas condiciones se suma la existencia de períodos de altas temperaturas y vientos fuertes o moderados, la posibilidad de que una simple chispa provoque un incendio se vuelven significativa.
Por último, al margen de que las condiciones sean más o menos favorecedoras de un incendio, hay que destacar que en la gran mayoría de los casos no son causas naturales -como pudieran ser la caída de rayos o el rozamiento de piedras movidas por el viento- las que provocan el fuego, sino la acción humana, ya sea de manera directa o indirecta. Así, en unos casos se trata de accidentes o de negligencia (ferrocarril, líneas eléctricas, quemas, trabajos forestales, hogueras mal apagadas, cigarrillos, basura, motores, máquinas, maniobras militares, etc.), mientras que en otros, hay una acción planificada e intencionada (por motivaciones diversas como puedan ser las especulaciones urbanísticas o de la madera, la generación de empleos relacionados con la extinción de incendios, o el cobro de seguros).

## Factores determinantes de los incendios agrícolas
Algunos factores que determinan la aparición de estos incendios son: el combustible y su estado, la dirección y la velocidad del viento, la inclinación del terreno que está en combustión, entre otros.
- Combustible y su estado: en la teoría del fuego, el combustible es un elemento de gran importancia por ser el elemento que se transforma físico-químicamente y por ello, tiene unas características físicas y químicas que determinaran la intensidad del fuego, la altura de las llamas, los gases y el color del humo.

- Dirección y velocidad del viento:el viento constituye en la teoría del fuego el comburente, un elemento que posibilita la oxidación de los combustibles. En los incendios agrícolas, la dirección del viento determina hacia donde es posible que el incendio trascienda por convección de gases y humo principalmente. La velocidad del viento hace que esta transferencia sea mucho más rápida.

Tanto la dirección como la velocidad del viento, constituyen un riesgo importante para las víctimas de estos incendios y para las unidades de Bomberos que lo combaten, ya que por condiciones climatológicas y meteorológicas, la dirección y la velocidad puede cambiar y dejar a estas unidades en medio del incendio y con atmósferas calientes y peligrosas.
- La inclinación del terreno que esta en combustión: es otro elemento importante por ser determinante de la velocidad del incendio (sin considerar el viento). Si el terreno es inclinado, el fuego avanzara mucho más rápido hacia arriba que hacia abajo.

## Fases del incendio
Un incendio posee tres fases distintivas: iniciación, propagación y extinción.
- Iniciación: es el comienzo del incendio producido por causas naturales o mayoritariamente por la acción del hombre.

- Propagación: es la extensión del incendio por la vegetación cercana.

- Extinción: es la finalización del incendio por causas naturales (lluvia o falta de vegetación) o por acción humana (labores de extinción)

La propagación del fuego dependerá de las condiciones atmosféricas, de la topografía del lugar en el que se produzca y de la vegetación presente en el mismo. Normalmente se ocasionan en climas secos o subsecos, como el mediterráneo, donde la vegetación sufre estrés hídrico y además algunas especies vegetales como los pinos contienen resinas que ayudan a que el incendio se propague mejor y sea más virulento. Asimismo generalmente también poseen mecanismos de adaptación al fuego como por ejemplo las piñas serotinas.

## Deforestación
La deforestación es un proceso provocado generalmente por la acción humana, en la que se destruye la superficie forestal.[1] [2] Está directamente causada por la acción del hombre sobre la naturaleza, principalmente debido a las talas o quemas realizadas por la industria maderera, así como para la obtención de suelo para la agricultura y ganadería.
Remover árboles sin una eficiente reforestación, resulta en un serio daño al hábitat, perdida de biodiversidad y aridez. Tiene un impacto adverso en la fijación de carbono atmosférico (CO
2). Las regiones deforestadas tienden a una erosión del suelo y frecuentemente se degradan a tierras no productivas.
Entre los factores que llevan a la deforestación en gran escala se cuentan: el descuido e ignorancia del valor intrínseco, la falta de valor atribuido, el manejo poco responsable de la forestación y leyes medioambientales deficientes.
En muchos países la deforestación causa extinción, cambios en las condiciones climáticas, desertificación y desplazamiento de poblaciones indígenas.

## Consecuencias de la deforestación
Los árboles aportan al planeta su capacidad de producción de oxígeno a través de sus hojas. Este proceso comienza cuando el agua, por efecto del calor del sol, se evapora para incorporarse a la atmósfera. A medida que asciende y disminuye la temperatura, el vapor de agua se condensa y forma las nubes. El agua condensada en las nubes cae finalmente en forma de lluvia sobre la tierra. La deforestación puede ocasionar la extinción de especies, el aumento de plagas, la disminución en la polinización de cultivos y la erosión. De la misma forma, impide la recarga de los acuíferos. 

## Prevención
Existen diversas medidas encaminadas a combatir la forestación. Por un lado, los programas forestales de cada país deben contar con todos aquellos que deseen la conservación y el uso sostenible de los recursos biológicos. Asimismo, debe invertirse aún más en investigación forestal. Debe existir cooperación a la hora de compartir tecnología relacionada con los bosques, sobre todo mediante inversiones públicas.